# Керснувка
Керснувка (пол. Kiersnówka) — село в Польщі, у гміні Суховоля Сокульського повіту Підляського воєводства.
Населення — 131 особа (2011).
У 1975-1998 роках село належало до Білостоцького воєводства.

## Демографія
Демографічна структура станом на 31 березня 2011 року:
|          | Загалом | Допрацездатний вік | Працездатний вік | Постпрацездатний вік |
| -------- | ------- | ------------------ | ---------------- | -------------------- |
| Чоловіки | 73      | 15                 | 49               | 9                    |
| Жінки    | 58      | 17                 | 26               | 15                   |
| Разом    | 131     | 32                 | 75               | 24                   |